# Antonio Ceballos Atienza
Antonio Ceballos Atienza (Alcalá la Real, Jaén, 31 de julio de 1935-Jaén, 21 de septiembre de 2022) fue un sacerdote católico español, obispo de Ciudad Rodrigo (1988-1993) y obispo de Cádiz y Ceuta (1993-2011). 

## Biografía
Cursó las Humanidades y los Estudios eclesiásticos respectivamente en los Seminarios Diocesano Menor y Mayor de Jaén. Posteriormente obtuvo el doctorado en la Facultad de Teología de Granada.
Fue ordenado sacerdote el 29 de junio de 1962. Ha desempeñado, entre otros, los cargos de vicario cooperador en la parroquia de Jódar en 1962. Profesor de los seminarios Menor y Mayor. Director espiritual del Seminario Mayor de Jaén en Granada. Delegado del Clero en 1967. Rector del Seminario Mayor de Jaén y profesor de Teología (1972). Delegado del Clero y de Vocaciones (1977). Director de los Cursos de verano para la región andaluza (1980). También fue párroco de la parroquia de San Bartolomé en Jaén (1972). Canónigo de la Catedral de Jaén desde 1982. Director del Secretariado de la Comisión Episcopal del Clero de la Conferencia Episcopal Española (1985).

### Obispo
Fue ordenado obispo en la catedral de Ciudad Rodrigo y tomó posesión de aquella diócesis el 25 de marzo de 1988, siendo también vocal de la Comisión Episcopal del Clero. En 1991 visitó un buen número de seminarios mayores españoles como visitador apostólico, delegado por la Santa Sede. Durante los últimos años ha organizado el curso y el mes de renovación sacerdotal en Salamanca.
El 10 de diciembre de 1993 fue nombrado obispo de Cádiz y Ceuta, y administrador diocesano de la diócesis de Ciudad Rodrigo, hasta que tomó posesión canónica de la nueva diócesis el 29 de enero de 1994. El 30 de agosto de 2011 fue aceptada su renuncia por edad en conformidad con el canon 401/1 del Código de Derecho Canónico, convirtiéndose en emérito y retirándose a descansar en la residencia de las Hermanitas de los Pobres de Jaén. El papa nombró a Rafael Zornoza Boy como su sustituto en la diócesis.
Desde su retiro de la carrera eclesiástica, residía en la residencia de las Hermanitas de los Pobres de Jaén, donde falleció el 21 de septiembre de 2022, al no lograr sobreponerse de un ictus que había sufrido el día anterior. Fue inhumado en la cripta de la catedral de Cádiz.

## Publicaciones
Entre sus publicaciones se destacan: 
- La argumentación teológica-bíblica en la “Biblia Parva” de San Pedro Pascual, en “Estudios Bíblicos” vol. 42 (1984) Madrid.
- Numerosas Cartas Pastorales y artículos.